# مارک آرمستراگ (اخترشناس)
| سیارک ۱۵۹۶۷                   | فوریه ۲۴, ۱۹۹۸  |
| فهرست سیارک‌ها (۴۴۰۰۱ - ۴۵۰۰۱) | نوامبر ۳۰, ۱۹۹۷ |
| 1. 1 with C. Armstrong        |                 |

مارک آرمستراگ (انگلیسی: Mark Armstrong (astronomer)؛ زادهٔ ۱۹۵۸) یک ستاره‌شناس اهل بریتانیا است. 